# (823) Sisigambis
(823) Sisigambis est un astéroïde de la ceinture principale.

## Caractéristiques
Il a été découvert le 31 mars 1916 par Max Wolf à Heidelberg.Sa désignation provisoire était 1916 ZG.
Le nom fait référence à Sisigambis la mère du roi Darius III.

Les calculs d'après les observations du télescope IRAS lui accordent un diamètre d'environ 17 kilomètres.